# Девід Тесто
Девід Тесто (англ. David Testo, нар. 7 серпня 1981, Вінстон-Сейлем) — американський футболіст, що грав на позиції півзахисника.
На професійному рівні грав з 2003 по 2011 рік, в тому числі і у найвищому дивізіоні, МЛС за «Коламбус Крю» у 2004—2005 роках. У 2011 року став першим американським професійним футболістом, що відкрито оголосив про свою гомосексуальність, і одним з небагатьох відкритих геїв у професійному футболі загалом.

## Ігрова кар'єра
Народився 7 серпня 1981 року в місті Вінстон-Сейлем, штат Північна Кароліна в сім'ї побожних християн. Коли помер батько, Девіду було 10 років. Під час навчання в коледжі він грав за команду Університету Південної Кароліни, а потім за Університет Північної Кароліни в Чапел-Гілл.
Після закінчення навчання Тесто був на Супердрафті MLS 2003, але вибраний не був. У тому ж році Девід підписав контракт з клубом «Річмонд Кікерз» з A-ліги, другого на той момент дивізіону США, де забив 6 голів в 28 матчах сезону і був названий новачком року в лізі.

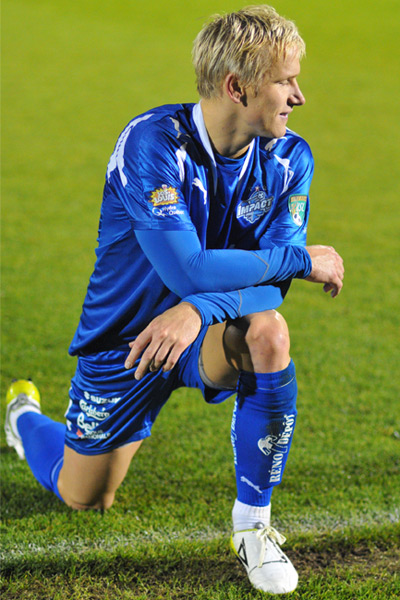
Девід_Тесто під час виступів за «Монреаль Імпакт». 2009 рік.

У 2004 році він був підписаний клубом MLS «Коламбус Крю», за який відіграв три сезони, але через травми закріпитись не зумів.
На початку 2006 році Тесто повернувся в другий дивізіон, перейшовши в «Ванкувер Вайткепс», у складі якого провів півтора сезони. В першому ж сезоні гравець з 7 голами і 7 передачами став другим за результативністю гравцем команди після Джої Г'єртсена (13 голів, 7 передач) і допоміг своїй команді виграти плей-оф United Soccer Leagues в 2006 році.
У липні 2007 року він був проданий в «Монреаль Імпакт», де виступав протягом чотирьох з половиною років. У 2007 і 2008 роках вигравав Кубок Вояджерс найкращій команді Канади, завдяки чому отримав шанс зіграти в Лізі чемпіонів КОНКАКАФ, а в сезоні 2009 року виграв і з цією командою USL, а також був названий найціннішим гравцем клубу. Після тріумфу гравець 30 листопада 2009 року підписав з клубом новий контракт на два роки, після завершені яких покинув «Монреаль Імпакт» 12 жовтня 2011 року, а клуб був розформований
10 листопада 2011 року в інтерв'ю канадському радіо спортсмен заявив, що є гомосексуалом і що сім'я, друзі, товариші по команді давно вже знають про це. Після цього визнання жоден клуб не побажав укласти з футболістом контракт. Його спортивна кар'єра закінчилася. В даний час Девід викладає свою улюблену йогу.
Тесто є членом Консультативної ради організації You Can Play, присвяченої боротьбі з гомофобією у спорті.

## Статистика
| Клуб                | Сезон | Ліга              | Чемпіонат | Чемпіонат | Чемпіонат | Плей-оф | Плей-оф | Плей-оф | Кубок | Кубок | Кубок   | КОНКАКАФ | КОНКАКАФ | КОНКАКАФ | Всього | Всього | Всього  |
| Клуб                | Сезон | Ліга              | Ігор      | Голів     | Асистів   | Ігор    | Голів   | Асистів | Ігор  | Голів | Асистів | Ігор     | Голів    | Асистів  | Ігор   | Голів  | Асистів |
| ------------------- | ----- | ----------------- | --------- | --------- | --------- | ------- | ------- | ------- | ----- | ----- | ------- | -------- | -------- | -------- | ------ | ------ | ------- |
| «Річмонд Кікерз»    | 2003  | USL-1             | 28        | 6         | 2         | -       | -       | -       | -     | -     | -       | -        | -        | -        | 28     | 6      | 2       |
| «Коламбус Крю»      | 2004  | MLS               | 16        | 0         | 1         | -       | -       | -       | -     | -     | -       | -        | -        | -        | 16     | 0      | 1       |
| «Коламбус Крю»      | 2005  | MLS               | 17        | 1         | 3         | -       | -       | -       | -     | -     | -       | -        | -        | -        | 17     | 1      | 3       |
| «Коламбус Крю»      | 2006  | MLS               | 0         | 0         | 0         | -       | -       | -       | -     | -     | -       | -        | -        | -        | 0      | 0      | 0       |
| «Ванкувер Вайткепс» | 2006  | USL-1             | 21        | 6         | 2         | 5       | 1       | 4       | -     | -     | -       | -        | -        | -        | 26     | 7      | 6       |
| «Ванкувер Вайткепс» | 2007  | USL-1             | 16        | 1         | 1         | -       | -       | -       | -     | -     | -       | -        | -        | -        | 16     | 1      | 1       |
| «Монреаль Імпакт»   | 2007  | USL-1             | 7         | 1         | 0         | 2       | 0       | 0       | -     | -     | -       | -        | -        | -        | 9      | 1      | 0       |
| «Монреаль Імпакт»   | 2008  | USL-1             | 20        | 1         | 0         | 2       | 1       | 0       | 4     | 1     | 0       | 7        | 0        | 0        | 33     | 3      | 0       |
| «Монреаль Імпакт»   | 2009  | USL-1             | 26        | 1         | 1         | 6       | 2       | 2       | 2     | 0     | 0       | -        | -        | -        | 34     | 3      | 3       |
| «Монреаль Імпакт»   | 2010  | USSF D2           | 24        | 0         | 1         | 2       | 0       | 0       | 3     | 0     | 0       | -        | -        | -        | 29     | 0      | 1       |
| «Монреаль Імпакт»   | 2011  | NASL              | 20        | 0         | 0         | -       | -       | -       | 2     | 0     | 0       | -        | -        | -        | 22     | 0      | 0       |
|                     |       | Всього в MLS      | 33        | 1         | 4         | —       | —       | —       | —     | —     | —       | —        | —        | —        | 33     | 1      | 4       |
|                     |       | Всього в USL (ІІ) | 162       | 16        | 7         | 17      | 4       | 6       | 11    | 1     | 0       | 7        | 0        | 0        | 196    | 21     | 13      |

## Досягнення
- Чемпіон першого дивізіону USL: 2006[en], 2009[en]
- Володар Кубка Вояджерс[en]: 2007, 2008[en]